# Bathytoma luehdorfi
Bathytoma luehdorfi é uma espécie de gastrópode da família Borsoniidae.